# Attricourt
Attricourt település Franciaországban, Haute-Saône megyében. Lakosainak száma 47 fő (2022. január 1.). Attricourt Saint-Seine-sur-Vingeanne, Licey-sur-Vingeanne, Dampierre-et-Flée, Fontaine-Française, Broye-les-Loups-et-Verfontaine és Lœuilley községekkel határos.

## Népesség
A település népességének változása:
| Lakosok száma | 36   | 37   | 43   | 44   | 44   | 45   | 45   | 45   | 47   |
|               | 2010 | 2013 | 2015 | 2017 | 2018 | 2019 | 2020 | 2021 | 2022 |